# Bourrouillan
Bourrouillan é uma comuna francesa na região administrativa de Occitânia, no departamento de Gers. Estende-se por uma área de 8,7 km². Em 2010 a comuna tinha 162 habitantes (densidade: 18,6 hab./km²).